# Paul Marshall (entrenador)
Paul Marshall es un entrenador de fútbol neozelandés.

## Carrera
Comenzó su carrera como técnico en el Central United. En 2006 fue contratado por el Auckland City FC, club con el que consiguió el Campeonato de Fútbol de Nueva Zelanda 2006/07, sin embargo, se alejó al término de dicha temporada para recalar en el Three Kings United, donde permaneció hasta que en 2012 fue contratado por el Waitakere United. En 2013, no llegó a un acuerdo con la directiva de la franquicia y no renovó su contrato.

### Clubes
| Club               | País          | Año         |
| ------------------ | ------------- | ----------- |
| Central United     | Nueva Zelanda | ¿?          |
| Auckland City FC   | Nueva Zelanda | 2006 - 2007 |
| Three Kings United | Nueva Zelanda | 2007 - 2012 |
| Waitakere United   | Nueva Zelanda | 2012 - 2013 |